# Daisuke Inoue (cantor)
Daisuke Inoue (em japonês: 井上大輔; 13 de setembro de 1941 — 30 de maio de 2000), nome artístico de Tadao Inoue (em japonês: 井上 忠夫) foi um cantor, compositor, letrista e multi-instrumentista japonês.

## Vida e carreira
Nascido em Tóquio, Inoue começou sua carreira musical em 1960 como membro do grupo Jackey Yoshikawa and His Blue Comets, atuando como multi-instrumentista, vocalista e muitas vezes também como compositor. Entre outros, ele escreveu o grande sucesso do grupo "Blue Chateau" (ブルー・シャトウ, "Burū shatō"), que ganhou o Japan Record Award e vendeu mais de um milhão de cópias. Após a dissolução do grupo, Inoue começou uma carreira como cantor solo e compositor para outros artistas, principalmente Finger 5 e Hiromi Go . Em 1981, ele adotou o nome artístico Daisuke Inoue para marcar um novo começo em sua carreira. Entre seus maiores sucessos está "Ai Senshi", a música tema da trilogia de filmes Mobile Suit Gundam. Ele também compôs músicas para comerciais, notadamente a popular canção "I Feel Coke" para uma série de comerciais da Coca-Cola das décadas de 1980 e 1990.
Em 1987, compôs o tema de abertura de Hikari Sentai Maskman, cantado por Hironobu Kageyama, com quem colaborou em outros projetos.
Sofrendo de um descolamento de retina que não foi resolvido por uma cirurgia, e com sua esposa gravemente doente, Inoue cometeu suicídio por enforcamento em 30 de maio de 2000, aos 58 anos. A sua esposa enforcou-se um ano depois.